# コミミイヌ
コミミイヌ (Atelocynus microtis) はイヌ科の哺乳類の1種。アマゾン川流域固有種である。コミミイヌ属 Atelocynus は単型である。

## 名称
英語では”short-eared fox”・”short-eared zorro”・”small-eared dog”、ポルトガル語で”cachorro-do-mato-de-orelha-curta”、スペイン語で”zorro de oreja corta”・”zorro ojizarco”・”zorro sabanero”・”zorro negro”、チキタノ語で”nomensarixi”、ユクナ語で”uálaca”などの呼び方がある。

## 分類
他の南米の地上性有胎盤類と同じように、パナマ地峡が形成された鮮新世の後に、アメリカ大陸間大交差によって南米に進出したと考えられる。その後、熱帯雨林に適応したことで、独特な形態的特徴を得たとされる。ヤブイヌとは類似点が多いが、他のイヌ科動物とは似た点が少ない。現生種で最も近縁なのはカニクイイヌだと考えられている。染色体数は2n=74で、1対の性染色体を含む。

## 分布
アマゾン熱帯雨林 (ペルー・ボリビア・ブラジル・コロンビア・エクアドル・ベネズエラ) に分布する。セルバ・テラフィルメ林・沼沢林・竹林・雲霧林など様々な森林環境で見られる。

## 形態
四肢は細くて短い。ふさふさした尾を持つ。雌は雄より1/3程度大きい。体毛は滑らかで分厚く、足には水かきがあり、部分的に水生であることを示唆していると考えられる。肩高25–30 cm、頭胴長100 cm、尾長30–35 cmになる。体重は9–10 kg。耳は短く丸い。耳介の長さは34–56 mmと小さく、アレンの法則に該当しない部分もある一方、尾は小さくない。
頭部は細長く、吻はキツネに似る。上顎の犬歯は非常に長く、口を閉じていても確認することができる。歯式は他のイヌ科と同じで、42本の歯を持つ。
体色は暗灰色から灰赤色だが、濃紺・焦茶・黒などになることもあり、年齢・分布域・換毛などにより変化すると考えられている。背の正中線上は黒い。腹面は赤色がかる。腰から尾の付け根の腹面には、斑に明るい色の毛が生える。

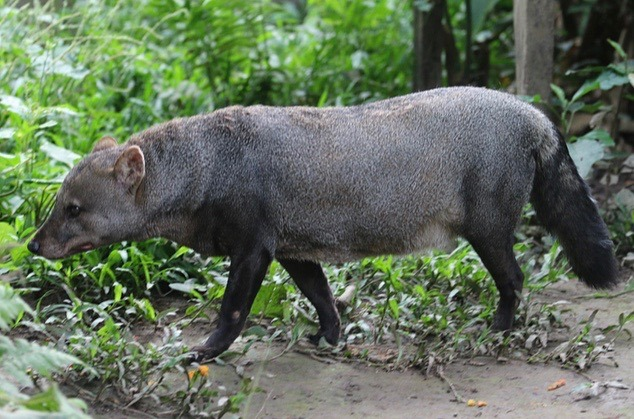
全身
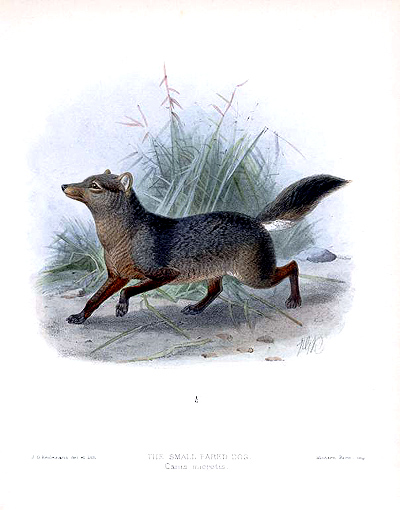
イラスト
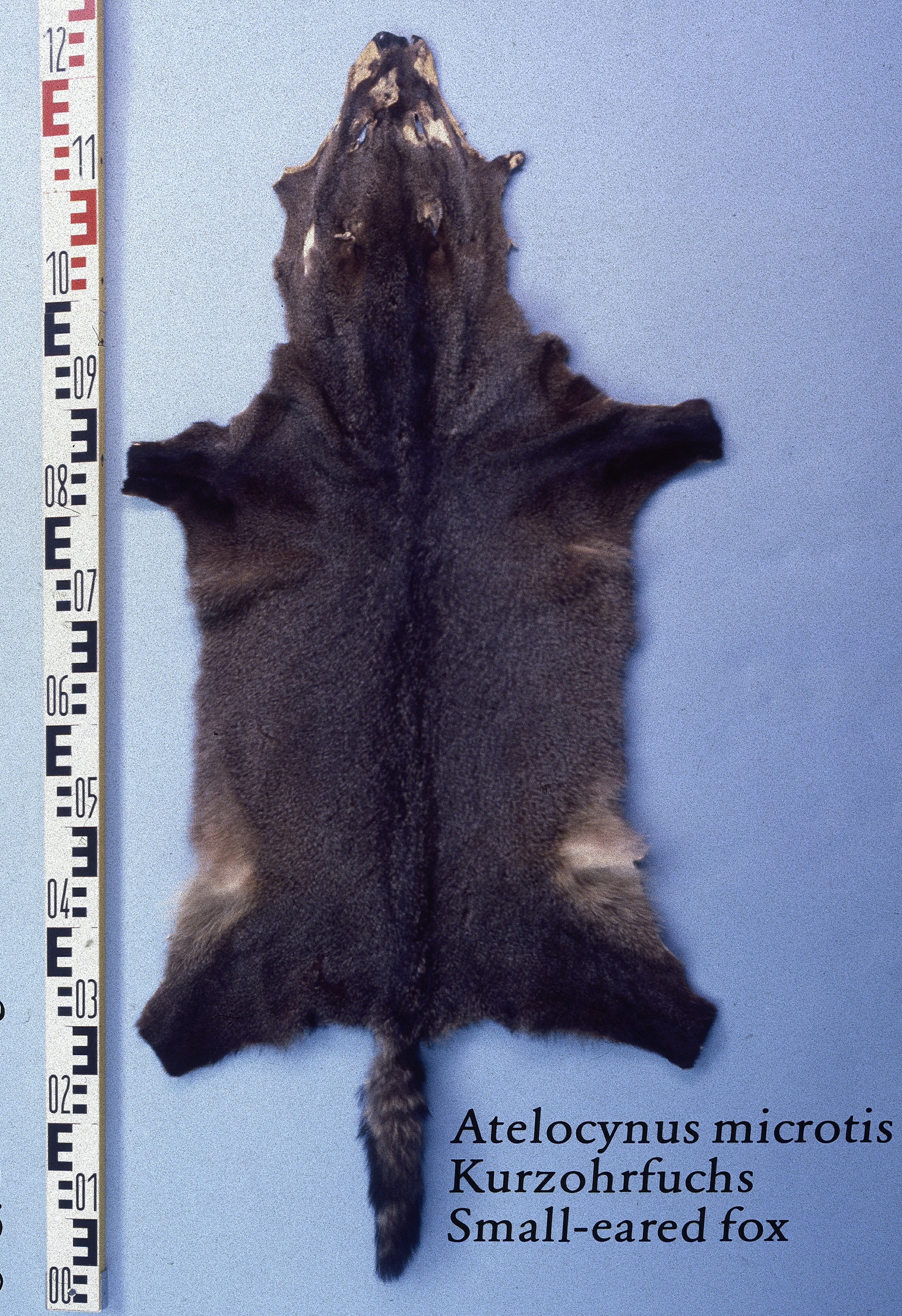
毛皮（ゼンケンベルク自然博物館（英語版）所蔵）
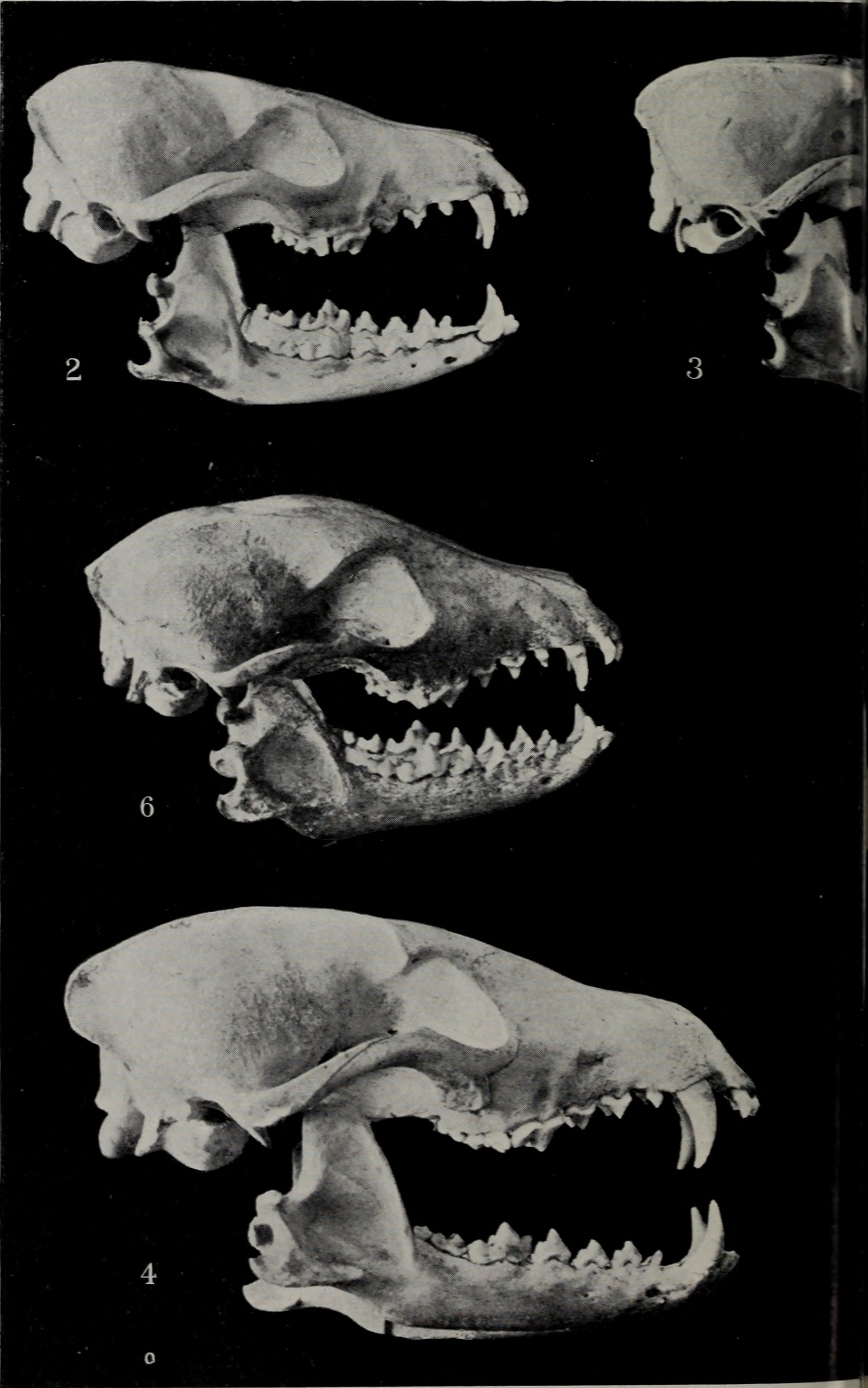
頭骨

## 餌
主に肉食で、魚・昆虫・小型哺乳類などを食べる。ペルーのコチャ・カシュ生物学研究拠点での調査では、魚28%、昆虫17%、小型哺乳類13%、果物10%、鳥10%、カニ10%、カエル4%、爬虫類3%という構成だった。

## 生態
非常に稀な種であり、詳細な生態は不明である。
猫のように忍び足で歩く。多くのイヌ科動物が比較的開けた場所に住むのに対し、コミミイヌは密林に住んでおり、獲物に忍び寄る習性があると推測されている。主に森林で単独生活し、人を避ける。雄は興奮すると、臭腺から麝香様の匂いを出す
寿命や妊娠期間は不明だが、1歳ほどで性成熟すると推定されている。

## 保全状況

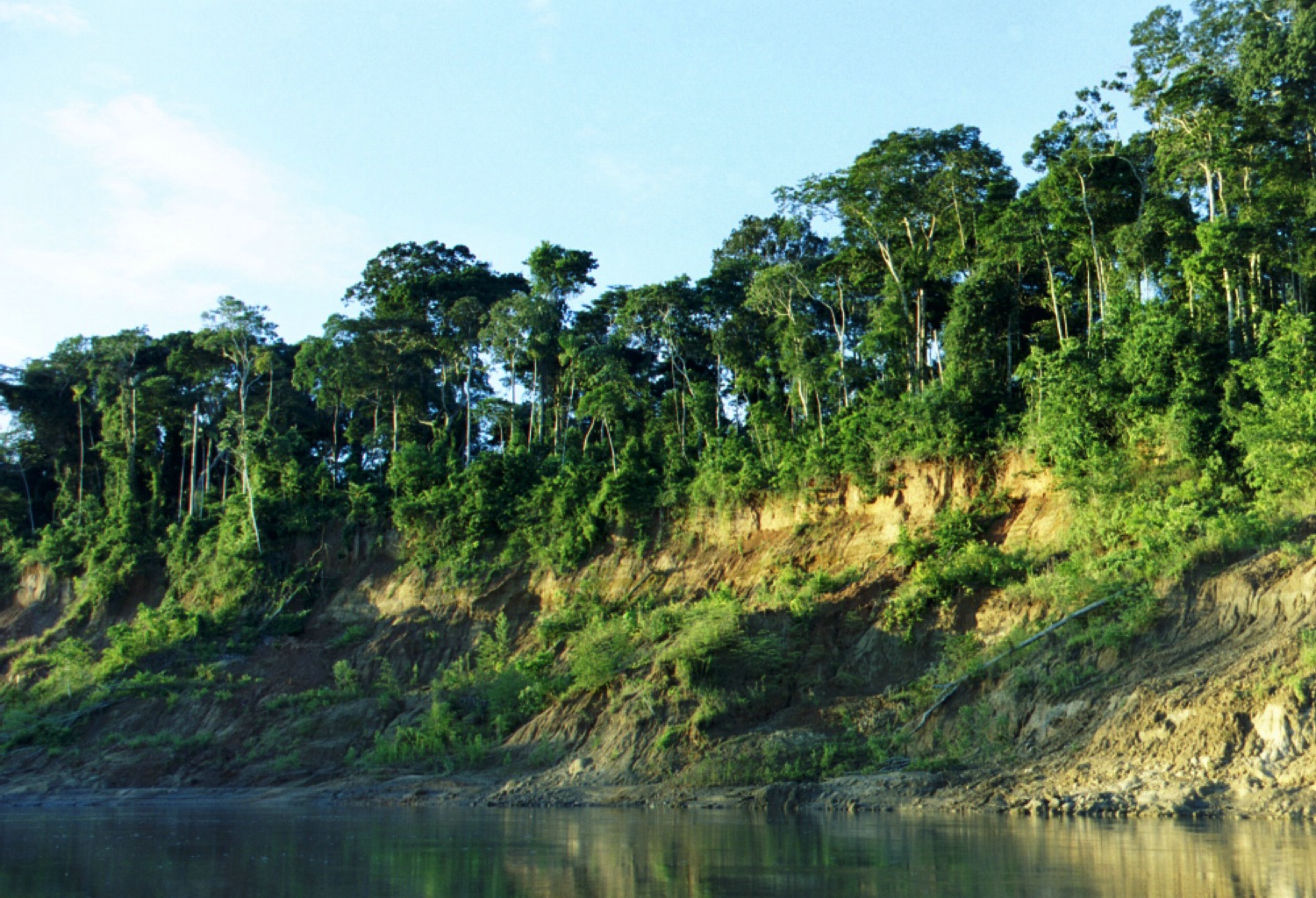
ペルーのマヌー国立公園。生息地の一つ。

ジャガー・ピューマ・オセロット・マーゲイ・オオカワウソ等と餌の面で、ヤブイヌとは縄張りの面で競合する。
個体数は15000以下と推定される。野犬は顕著な脅威となっており、犬ジステンパーや狂犬病が野生個体群に拡散する原因となっている。熱帯林の破壊による影響も受けていると考えられる。IUCNは保全状況を準絶滅危惧としている。